# Vasiliy, Đại công tước xứ Tver
Vasily Mikhailovich Kashinsky (tiếng Nga: Василий Михайлович Кашинский; khoảng 1304 - 1368) - một hoàng tử trong gia đình hoàng gia Tver

## Tuổi trẻ
Vasilii là đứa con duy nhất còn sống sót của Mikhail, Đại vương công xứ Tver với công nương Rostov là Anna Dmitrievna. Năm 1327, cuộc khởi nghĩa của nhân dân Tver đã làm gia đình của Đại công Tver phải rời hoàng cung, bỏ chạy khắp nơi: Konstantin, Đại vương công xứ Tver cùng em trai Vasilii chạy đến Ladoga; trong khi một người anh trai khác là Aleksandr I, Đại vương công xứ Tver bỏ chạy đến Pskov. Cuộc nổi dậy nhanh chóng bị quân đội Moskwa đánh tan năm 1329 và triều đình lại trở về công quốc Tver.
Về sau, anh trai là Aleksandr dính đến âm mưu vu khống Đại công Moskwa và bị Khan Uzbek giết chết, người anh trai khác là Konstantin, Đại vương công xứ Tver kế ngôi. Dưới thời Konstantin, công quốc Tver bị phụ thuộc nặng nề vào Moskwa khi Đại vương công cùng em trai đã phải dâng nộp cống vật cho Moskwa. Sau cái chết của Konstantin năm 1346, người cháu là Vsevolod, Đại vương công xứ Tver lên kế ngôi trong tình hình công quốc càng lệ thuộc hơn vào Moskwa. Vasilii vì bị mất quyền thừa kế nên ra sức đấu tranh với người cháu của mình để giành ngôi vị Đại vương công xứ Tver. Về sau, được sự ủng hộ của Khan và Simeon Gordyi thì Vsevolod giữ được ngôi vị; hòa giải được với người chú với trung gian của Giám mục xứ Kiev và người cháu khác là Đại công Moskwa Simeon.
Năm 1364 - 1365, trận dịch hạch ở Nga đã làm Vsevolod và cả Simeon đều qua đời. Vasilii chính thức kế thừa ngôi vị Đại vương công Tver bất chấp sự tranh ngôi của người cháu Yeremey và một người cháu khác là Vsevolod. Để tránh một cuộc tranh chấp ngôi vị có thể xảy ra, Vasilii đã nhờ Tổng giám mục Basil của Tver công nhận việc thừa kế ngôi vị hợp pháp cho Mikhail

## Lên ngôi đại công
Vasilii chính thức kế thừa ngôi vị Đại vương công Tver bất chấp sự tranh ngôi của người cháu Yeremey. Vasilii lên ngôi trước cây thập tự của Jesus, hòa giải thành công với người cháu đã thoái vị là Vsevolod, Đại vương công xứ Tver. Ngay sau đó, Vasilii thân hành đến gặp Khan Kim Trướng để chầu, được vị Khan này công nhận tước vị Đại vương công xứ Tver
Năm 1357, Tổ phụ Kiev là Alexis quyết định tổ chức một buổi hòa giải giữa Đại công Tver và các cháu của ông này, nhưng không thành công; có lẽ là do Công tước Ivan II và Tổ phụ Alexis đã ủng hộ Đại công Tver Vasily Mikhailovich.
Lợi dụng chính quyền Tver không ổn định, năm 1356 Đại công Litva Olgerd bất ngờ mở cuộc tấn công đánh chiếm Rzhev; nhưng bị nhân dân Rzhev có sự hỗ trợ từ người Mozhaisk đã hợp sức đánh tan quân giặc vào năm 1358. Nhưng đến năm 1360, Đại công Lithuani gây áp lực với các cháu của Vasilii, bước công quốc Tver phải chia thành 3 phần cho các cháu của Đại công Tver cai trị
Năm 1363, Vasilii chuẩn bị kéo quân tiến đánh Vsevolod và cả một người cháu trai khác là Mikhail Mikulinsky (Đại công Tver trong tương lai), những dự định này bị bãi bỏ do hai người cháu nhanh chóng hòa giải với chú mình
Năm 1364 có một bệnh dịch hạch, trong đó nhiều hoàng tử của Tver (kể cả Vsevolod Kholmsky) qua đời.
Năm 1365, để tránh một cuộc tranh chấp ngôi vị có thể xảy ra, Vasilii đã nhờ Giám mục Basil của Tver công nhận việc thừa kế ngôi vị hợp pháp cho Mikhail II, Đại vương công xứ Tver. Vì nghi ngờ người chú Vasilii vẫn có giám mục Kiev và Đại công Moskwa ủng hộ, Mikhail tìm chỗ dựa mới là Đại công Litva và cưới con gái của ông này, rồi tìm cách nhờ Đại công Litva tác động đến giám mục Tver Basil và hoàng thân Yeremey. Lấy cớ phản đối việc Giám mục Basil trở về Kiev, Đại công Litva buộc Basil phải đi đến Moskva
Ít lâu sau, Vasily cùng với cháu trai Mikhail và Yeremey họp với Trung đoàn Moskwa để đàn áp một cuộc khởi nghĩa của nhân dân ở một thành phố gần dòng sông Volga. Quân đội Tver tấn công và không chiếm được pháo đài, nhưng tàn phá các thị trấn và làng mạc. Các trung đoàn Moskva và Volotsk đốt tất cả mọi thứ ở bên bờ sông Volga, không loại trừ các volosts thuộc về nhà thờ dòng Chúa Cứu Thế. Nhiều người khởi nghĩa bị quân triều đình bắt làm tù binh.
Tuy nhiên, trong cùng năm 1367, Mikhail trở lại cùng với quân đội Litva và đánh chiếm Tver, bắt được các bà vợ của Vasilii và Yeremey và những người hầu. Sau đó, Đại công Tver cho mời hai người cháu đến làng St. Andrews. Dưới sự trung gian hòa giải của Giám mục Basil, ba chú cháu đã hòa giải được với nhau, hôn cây thánh giá. Vasilii đã phải rời Tver và giao công quốc cho cháu trai Mikhail II, chỉ giữ lại đất Kashin.
Tuy nhiên, ngay sau đó, Yeremey đã phá vỡ nụ hôn trên thập tự giá, và Moskwa buộc Mikhail II từ bỏ Gorodok. Với sự giúp đỡ của Litva, Vasilii bắt đầu chuẩn bị cho một cuộc chiến mới. Giữa lúc đang chuẩn bị cuộc chiến, Vasily Mikhailovich đột ngột qua đời. Mikhail II, Đại vương công xứ Tver chính thức kế ngôi

## Vợ và các con
Vasily Mikhailovich kể từ năm 1329 đã kết hôn với Elena, con gái của Hoàng tử Smolensk Ivan Alexandrovich.
Trẻ em:
- Basil (c. 1330-1362), Hoàng tử xứ Kashin
- Michael (1331–1373), Hoàng tử Kashin